# Boccare (re dei Mauri)
Boccare (latino: Bocchar; fl. III secolo a.C.) fu re dei Mauri al tempo della Seconda guerra punica.

## Biografia
Boccare fu re di Mauretania durante la fine del III secolo a.C.; viene citato da Livio con riferimento all'aiuto dato a Massinissa nel 204 a.C. per raggiungere la Numidia .